# Traditionelle Europäische Medizin
Traditionelle Europäische Medizin (Abkürzung TEM) oder Traditionelle Europäische Heilkunde (TEH) ist ein nicht scharf definierter Begriff, unter dem eine Reihe von Behandlungsmethoden zusammengefasst werden, die im europäischen Kulturraum entstanden sind. Diese Behandlungsmethoden gehören dabei meist zur Alternativ- oder Komplementärmedizin der abendländischen Medizin. In der Medizingeschichte wird dieser Begriff so nicht verwendet.

## Behandlungsmethoden
Zur Traditionellen Europäischen Medizin – die zunehmend auch in Kuranstalten Anwendung findet – wird häufig die Kneipp-Medizin, die Naturheilkunde, die anthroposophische Medizin und die Homöopathie gerechnet.
Während einige Autoren auch die Humoralpathologie und andere Elemente der Klostermedizin (beispielsweise die Hildegard-Medizin) zur Traditionellen Europäischen Medizin zählen, wollen andere den Begriff enger fassen. Da sich die den einzelnen Behandlungsmethoden zugrunde liegenden Theorien teilweise widersprechen, gibt es im Gegensatz zu der sogenannten Traditionellen Chinesischen Medizin kein gemeinsames System.

## Kulturelle und rechtliche Bedeutung
Der Begriff findet sich heute sowohl in der gesundheitsrechtlichen Marktzulassung auch in der Frage der Kulturtraditionen.
2004 beispielsweise erließ die EU eine Richtlinie (2004/24/EG), die den Begriff der naturheilkundlichen Mittel reglementierte. Nach dieser können traditionelle pflanzliche Arzneimittel registriert werden. Diese Richtlinie wurde als Chance, aber auch als kritisch in Bezug auf die pharmazeutische, medizinische und apothekerliche Sorgfalt gesehen. Sie wurde 2011 dahingehend abgeändert, dass sie ein vereinfachtes nationales Verfahren für die Markteinführung vorsah, gleichzeitig aber die EU-weite Registrierung nur mehr als Lebensmittel nach Richtlinie 2002/46/EG über Nahrungsergänzungsmittel eingestuft werden durfte. Gefordert werden nur mehr der Nachweis einer 30-jährigen medizinischen Verwendung (davon mindestens 15 Jahre in der EU). Sie sollte insbesondere „den Zugang für chinesische oder indische ayurvedische Arzneimittel oder die Erzeugnisse von Unternehmen, die über geringere finanzielle Mittel verfügen,“ erleichtern, hatte dadurch aber auch Auswirkungen auf die eingesessende europäische Naturheilkunde.
Rechtlich von Bedeutung ist er neben der markenrechtlichen Reservierung von pharmazeutischen Zubereitungen in der Frage der urheberrechtlichen Schutzes von Genmaterial. Die Unterschutzstellung gensequenzierter Daten durch kommerzielle Forschung und Entwicklung in Bezug auf altüberkommene Heilpflanzen spielte die letzten Jahre insbesondere in den Entwicklungsländern eine politisch brisante Rolle, wird aber zunehmend auch für Europa relevant.
Daher versuchen auch europäische Institutionen, traditionelles Heilwissen als Gemeingut zu deklarieren, um es vor Vereinnahmung zu schützen. So hat beispielsweise in Österreich die UNESCO mehrere Einträge zu Heilverfahren als immaterielles Kulturerbe anerkannt. Diese Maßnahme wurde von einem Projekt Traditionelle und komplementäre Heilmethoden in Österreich des österreichischen Gesundheitsministeriums (BMG) und des Dokumentationszentrums für traditionelle und komplementäre Heilmethoden (CAM-TM) 2007 begleitet, die eine Bestandsaufnahme der Heilpflanzen, Tierprodukte und Naturstoffe und -ressourcen mit ihrer Verwendung darstellt. Anlass war die Novellierung der EU-Richtlinie 2004/24/EG, durch die die Gefahr bestand, dass „Heilmittel aus den Apotheken verdrängt“ werden und „ohne gleichwertige Qualitätskontrollen in die Grauzone zwischen Kosmetik, Nahrungsergänzungsmittel und Lebensmittel abrutschen“, aber auch, sie der sonstigen Komplementärmedizin gegenüberzustellen. So wurde eine Möglichkeit geschaffen, traditionelle österreichische Medizin in das Österreichische Arzneibuch (ÖAB) einzutragen, die auch für einzelne Apotheken und Kleinunternehmen möglich ist. Gleichzeitig soll das Engagement der UNESCO aber auch Vorbehalte gegen volksmedizinische Hausmittel ausräumen, die nach dem Zweiten Weltkrieg in den Ruch der „Arme-Leute-Medizin“ kamen, wie auch eine wissenschaftlich fundierte Ethnomedizin auch für den österreichischen Raum fördern. Außerdem bildet die Ausweisung eine Basis für zukünftige internationale Abkommen zum Schutz traditioneller Heilkunde, wie sie in den völkerrechtlich bindenden UNESCO-Konventionen zum Schutz der kulturellen Vielfalt von 2005 und zur Erhaltung des immateriellen Kulturerbes von 2003 schon als Basis angelegt wurde. Daneben führt das österreichische Landwirtschaftsministerium (BMLFUW) seit 2006 ein Register der Traditionellen Lebensmittel, das bei der Weltorganisation für geistiges Eigentum (WIPO) akkreditiert ist, und in dem sich auch arzneimittelrelevante Spezialkulturen finden. Zu den Grundbedingungen beider Verzeichnisse gehört, dass das Schutzgut seit mindestens drei Generationen (das entspricht der Urheberschutzfrist von 70 Jahren) nachweislich ist.
Ausweisungen von traditioneller europäischer Heilkunde als Kulturgut:
- Österreich:
  - Apothekeneigene Hausspezialitäten (UNESCO, 2010) – zu den Österreich bis heute üblichen hauseigenen pharmazeutischen Zubereitungen
  - Heilwissen der PinzgauerInnen (UNESCO, 2010) – zu einem Forschungsprojekt zu alpiner Volksheilkunde im Land Salzburg
  - Wissen um traditionellen Samenbau und Saatgutgewinnung (UNESCO, 2014) – zu Kulturpflanzen im Allgemeinen
  - zu einzelnen Anwendungen z. B.: Graumohn (g.U. 1995, BMLUF, 2006), Kürbiskernöl (g.g.A., BMLUF, 2006), Punktierter Enzian (UNESCO, 2010); u. a.m.